# カイル・ヒガシオカ
カイル・ハリス・ヒガシオカ（Kyle Harris Higashioka, 1990年4月20日 - ）は、アメリカ合衆国カリフォルニア州ハンティントンビーチ出身のプロ野球選手（捕手）。右投右打。MLBのテキサス・レンジャーズ所属。愛称はヒギー（Higgy）。

## 経歴

### プロ入りとヤンキース時代

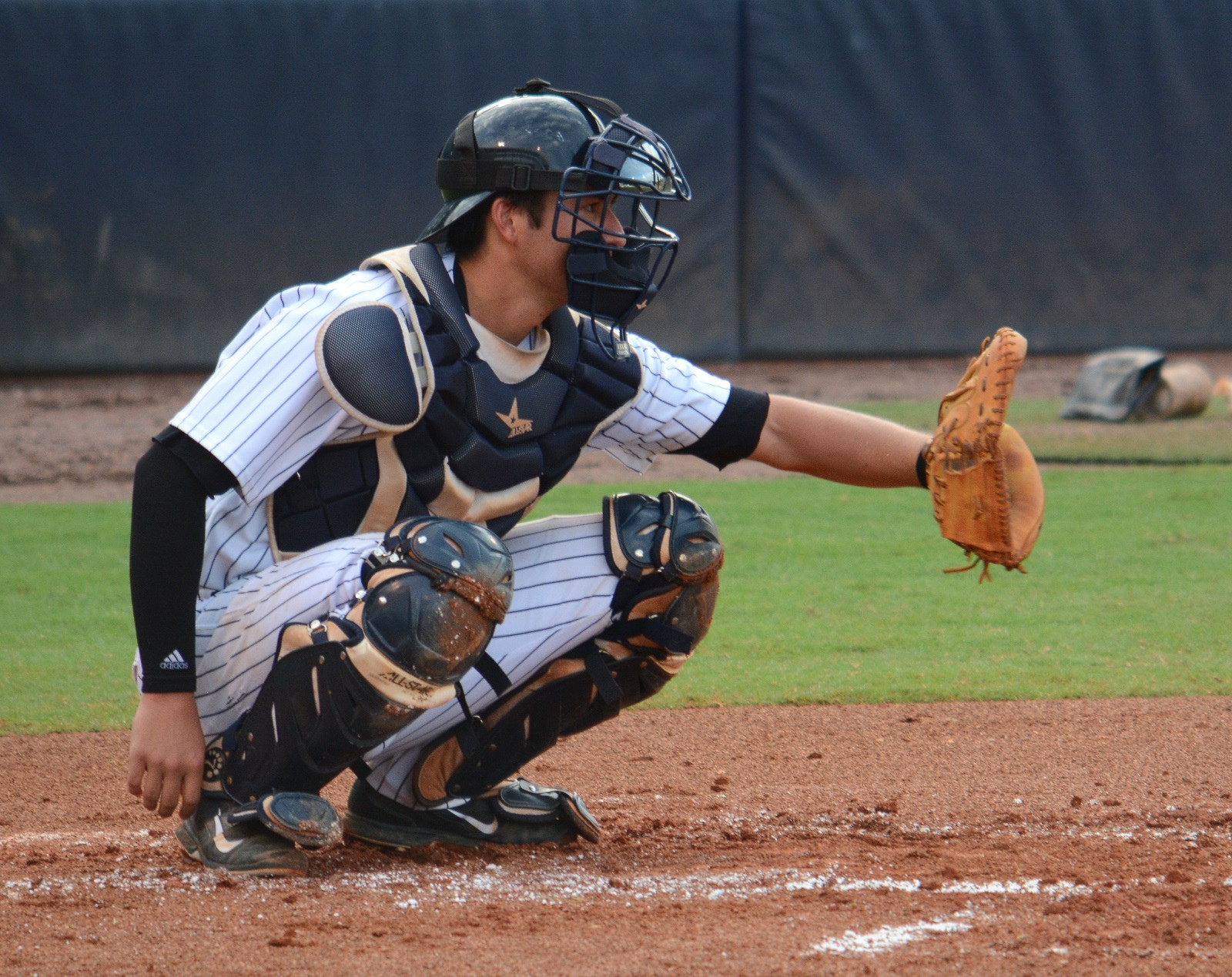
2015年7月16日

2008年のMLBドラフト7巡目（全体230位）でニューヨーク・ヤンキースから指名され、プロ入り。契約後、傘下のルーキー級ガルフ・コーストリーグ・ヤンキースでプロデビュー。18試合に出場して打率.261、1本塁打、3打点の成績を残した。
2009年はA-級スタテンアイランド・ヤンキースでプレーし、60試合に出場して打率.253、2本塁打、32打点の成績を残した。
2010年はA級チャールストン・リバードッグスでプレーし、90試合に出場して打率.225、6本塁打、24打点の成績を残した。
2011年はA級チャールストンとA+級タンパ・ヤンキースでプレーし、2球団合計で82試合に出場して打率.231、8本塁打、29打点、1盗塁の成績を残した。
2012年はA+級タンパとAA級トレントン・サンダーでプレーし、2球団合計で44試合に出場して打率.170、6本塁打、23打点、1盗塁の成績を残した。
2013年はAA級トレントンで7試合、2014年はルーキー級ガルフ・コーストリーグ・ヤンキースとA+級タンパの2球団合計で17試合と出場機会が少なくなっているが、この頃はトミー・ジョン手術や親指の骨折で故障とそのリハビリに費やしていた。2014年オフにはアリゾナ・フォールリーグに参加し、スコッツデール・スコーピオンズに所属した。
2015年はA+級タンパとAAA級スクラントン・ウィルクスバリ・レイルライダースでプレーし、2球団合計で93試合に出場して打率.250、5本塁打、37打点の成績を残した。
2016年はAA級トレントンとAAA級スクラントン・ウィルクスバリでプレーし、2球団合計で102試合に出場して打率.276、21本塁打、81打点の成績を残した。オフの11月5日に40人枠入りした。
2017年は、マイナー・オプションでAAA級スクラントン・ウィルクスバリで開幕を迎える。4月8日にゲイリー・サンチェスが右上腕二頭筋を痛めて故障者リスト入りしたため、メジャー初昇格を果たした。4月10日のタンパベイ・レイズ戦の9回表からマスクを被ってメジャーデビュー。5月5日にサンチェスの故障者リストからの復帰に伴いAAA級スクラントン・ウィルクスバリに降格した。6月16日に再昇格したが、6月18日にアロルディス・チャップマンの故障者リストからの復帰により、AAA級スクラントン・ウィルクスバリに降格した。この年メジャーでは9試合に出場して18打数無安打だった。
2018年はAAA級スクラントン・ウィルクスバリで開幕を迎える。6月27日に故障者リストにサンチェスが入ったため、控え捕手としてメジャーに昇格した。7月1日のボストン・レッドソックス戦でデビッド・プライスからメジャーでの初安打となる本塁打を放ち、デビューしてから22打数無安打だった記録は止まることとなった。7月3日には2安打目となる本塁打、7月4日には3安打目となる本塁打を打ち、初安打から3安打目を全て本塁打にした選手は1920年から数えて9人目だった。2018年の成績は、72打数で打率.167、出塁率.241、長打率.319だった。
2019年は18試合で打率.214、3本塁打、11打点だった。マイナーでは70試合で20本塁打、56打点を記録。
2020年は9月からエースのゲリット・コールの専属捕手を務め、9月16日のトロント・ブルージェイズ戦では3本塁打を記録した。1試合3本塁打はヤンキース史上24人目で、打順が9番の打者としては初めてだった。ディビジョンシリーズでは、不振のサンチェスに代わり5試合中4試合で先発マスクを被った。
2021年は出場機会を大幅に増やし、5月19日のテキサス・レンジャーズ戦でコーリー・クルーバーが球団22年ぶりのノーヒットノーランを達成した際に捕手を務めた。
2023年はシーズン開幕前に開催された第5回ワールド・ベースボール・クラシック（WBC）のアメリカ合衆国代表に選出された。

### パドレス時代
2023年12月6日にフアン・ソト、トレント・グリシャムとのトレードで、マイケル・キング、ドリュー・ソープ、ランディ・バスケス、ジョニー・ブリートと共にサンディエゴ・パドレスへ移籍した。
2024年3月20日に開幕ロースター入りした。開幕後はスタメンを外れることもあったが、マイナーに落ちること無くチームに帯同した。
最終的に2年前とほぼ同じ84試合に出場。打率こそ.220と前年より僅かに悪化したが、このシーズン終了時点でいずれも自己最多となる17本塁打、45打点、メジャー初盗塁を含む2盗塁、OPS.739を記録、ポストシーズンでも7試合に出場し、打率.263、3本塁打、5打点と活躍した。また、控え捕手として当時チームメイトだったダルビッシュ有や松井裕樹の女房役を務めた。オフの10月31日にFAとなった。

### レンジャーズ時代
2024年12月2日にテキサス・レンジャーズと2年総額1350万ドルで契約を結んだ。オプションとして2027年は相互オプションとなる。

## 人物
日系アメリカ人4世であり、祖父は第二次大戦中に日系アメリカ人の部隊である第442連隊戦闘団に所属しブロンズスターメダルを獲得した経歴を持つ。
2017年より父の勧めもあってチームメイトの田中将大や同投手の日本人通訳を“勉強相手”にして日本語を習得していた。ヒガシオカ本人は「文化の仕組みは全て、アメリカのものとは全然違う。タナカと他のアメリカ人との違いを理解するってクールだよ。とても面白いし、興味がある」と語っている。

田中と一緒に焼肉を食べに行ったこともあり、田中がヤンキースを退団した際には、ローマ字で「キョウ ワタシワ カナシイデス…オツカレサマデシタ タナカサン アナタワ ワタシノ イチバン トモダチ」と泣き顔の絵文字入りでツイートした。
好きな日本食は親子丼。
好きなバンドはアイアン・メイデンで、「両親がクラシック・ロックが好きで、僕も少しヘビーな方向に進んでいった」という。アイアン・メイデンの他には、ジューダス・プリースト、ドッケン、ヴァン・ヘイレン、オジー・オズボーンを好きなバンドとして挙げている。趣味でギターも弾き、自ら分解してカスタムしたフェンダー・ストラトキャスターをスプリングトレーニングに持参したこともある。
サッカーはイングランド・プレミアリーグの大ファンで、お気に入りのクラブとしてリバプールを挙げている。
2016年11月に結婚した。
前述の田中以降、現在・過去を問わず、日本人選手が在籍していた球団に縁がある。

## 詳細情報

### 年度別打撃成績
| 年 度    | 球 団    | 試 合 | 打 席 | 打 数 | 得 点 | 安 打 | 二 塁 打 | 三 塁 打 | 本 塁 打 | 塁 打 | 打 点 | 盗 塁 | 盗 塁 死 | 犠 打 | 犠 飛 | 四 球 | 敬 遠 | 死 球 | 三 振 | 併 殺 打 | 打 率 | 出 塁 率 | 長 打 率 | O P S |
| -------- | -------- | ----- | ----- | ----- | ----- | ----- | -------- | -------- | -------- | ----- | ----- | ----- | -------- | ----- | ----- | ----- | ----- | ----- | ----- | -------- | ----- | -------- | -------- | ----- |
| 2017     | NYY      | 9     | 20    | 18    | 2     | 0     | 0        | 0        | 0        | 0     | 0     | 0     | 0        | 0     | 0     | 2     | 0     | 0     | 6     | 0        | .000  | .100     | .000     | .100  |
| 2018     | NYY      | 29    | 79    | 72    | 6     | 12    | 2        | 0        | 3        | 23    | 6     | 0     | 0        | 0     | 0     | 6     | 0     | 1     | 16    | 2        | .167  | .241     | .319     | .560  |
| 2019     | NYY      | 18    | 57    | 56    | 8     | 12    | 5        | 0        | 3        | 26    | 11    | 0     | 0        | 0     | 1     | 0     | 0     | 0     | 26    | 1        | .214  | .211     | .464     | .675  |
| 2020     | NYY      | 16    | 48    | 48    | 7     | 12    | 1        | 0        | 4        | 11    | 10    | 0     | 0        | 0     | 0     | 0     | 0     | 0     | 11    | 0        | .250  | .250     | .521     | .771  |
| 2021     | NYY      | 67    | 211   | 193   | 20    | 35    | 10       | 0        | 10       | 75    | 29    | 0     | 0        | 0     | 1     | 17    | 0     | 0     | 59    | 4        | .181  | .246     | .389     | .635  |
| 2022     | NYY      | 83    | 248   | 229   | 27    | 52    | 7        | 0        | 10       | 89    | 31    | 0     | 1        | 2     | 4     | 12    | 0     | 1     | 52    | 5        | .227  | .264     | .389     | .653  |
| 2023     | NYY      | 92    | 260   | 242   | 24    | 57    | 13       | 0        | 10       | 100   | 34    | 0     | 0        | 1     | 3     | 14    | 0     | 0     | 74    | 5        | .236  | .274     | .413     | .687  |
| 2024     | SD       | 84    | 263   | 246   | 29    | 54    | 10       | 1        | 17       | 117   | 45    | 2     | 0        | 1     | 1     | 15    | 0     | 0     | 74    | 3        | .220  | .263     | .476     | .739  |
| MLB：8年 | MLB：8年 | 398   | 1186  | 1104  | 123   | 234   | 48       | 1        | 57       | 455   | 166   | 2     | 1        | 4     | 10    | 66    | 0     | 2     | 318   | 20       | .220  | .255     | .412     | .667  |

- 2024年度シーズン終了時

### MLBポストシーズン打撃成績
| 年 度     | 球 団     | シ リ ｜ ズ | 試 合 | 打 席 | 打 数 | 得 点 | 安 打 | 二 塁 打 | 三 塁 打 | 本 塁 打 | 塁 打 | 打 点 | 盗 塁 | 盗 塁 死 | 犠 打 | 犠 飛 | 四 球 | 敬 遠 | 死 球 | 三 振 | 併 殺 打 | 打 率 | 出 塁 率 | 長 打 率 |
| --------- | --------- | ----------- | ----- | ----- | ----- | ----- | ----- | -------- | -------- | -------- | ----- | ----- | ----- | -------- | ----- | ----- | ----- | ----- | ----- | ----- | -------- | ----- | -------- | -------- |
| 2020      | NYY       | ALWC        | 1     | 5     | 5     | 0     | 1     | 0        | 0        | 0        | 1     | 0     | 0     | 0        | 0     | 0     | 0     | 0     | 0     | 1     | 0        | .200  | .200     | .200     |
| 2020      | NYY       | ALDS        | 4     | 14    | 13    | 2     | 4     | 0        | 0        | 1        | 7     | 2     | 0     | 0        | 0     | 0     | 1     | 0     | 0     | 2     | 0        | .308  | .357     | .538     |
| 2021      | NYY       | ALWC        | 1     | 2     | 2     | 0     | 0     | 0        | 0        | 0        | 0     | 0     | 0     | 0        | 0     | 0     | 0     | 0     | 0     | 2     | 0        | .000  | .000     | .000     |
| 2022      | NYY       | ALDS        | 2     | 4     | 3     | 0     | 0     | 0        | 0        | 0        | 0     | 0     | 0     | 0        | 0     | 0     | 1     | 0     | 0     | 2     | 0        | .000  | .250     | .000     |
| 2022      | NYY       | ALCS        | 1     | 3     | 3     | 0     | 0     | 0        | 0        | 0        | 0     | 0     | 0     | 0        | 0     | 0     | 0     | 0     | 0     | 3     | 0        | .000  | .000     | .000     |
| 2024      | SD        | NLWC        | 2     | 7     | 5     | 2     | 2     | 0        | 0        | 2        | 8     | 3     | 0     | 0        | 0     | 1     | 1     | 0     | 0     | 0     | 0        | .400  | .429     | 1.600    |
| 2024      | SD        | NLDS        | 5     | 15    | 14    | 1     | 3     | 1        | 0        | 1        | 7     | 2     | 0     | 0        | 0     | 1     | 0     | 0     | 0     | 3     | 0        | .214  | .200     | .500     |
| 出場：4回 | 出場：4回 | 出場：4回   | 16    | 50    | 45    | 5     | 10    | 1        | 0        | 4        | 23    | 7     | 0     | 0        | 0     | 2     | 3     | 0     | 0     | 13    | 0        | .263  | .273     | .789     |

- 2024年度シーズン終了時

### WBCでの打撃成績
| 年 度 | 代 表          | 試 合 | 打 席 | 打 数 | 得 点 | 安 打 | 二 塁 打 | 三 塁 打 | 本 塁 打 | 塁 打 | 打 点 | 盗 塁 | 盗 塁 死 | 犠 飛 | 四 球 | 敬 遠 | 死 球 | 三 振 | 併 殺 打 | 打 率 | 出 塁 率 | 長 打 率 |
| ----- | -------------- | ----- | ----- | ----- | ----- | ----- | -------- | -------- | -------- | ----- | ----- | ----- | -------- | ----- | ----- | ----- | ----- | ----- | -------- | ----- | -------- | -------- |
| 2023  | アメリカ合衆国 | 3     | 0     | 0     | 0     | 0     | 0        | 0        | 0        | 0     | 0     | 0     | 0        | 0     | 0     | 0     | 0     | 0     | 0        | .---  | .---     | .---     |

### 年度別守備成績
| 年 度 | 球 団 | 捕手（C） | 捕手（C） | 捕手（C） | 捕手（C） | 捕手（C） | 捕手（C） | 捕手（C） | 捕手（C） | 捕手（C） | 捕手（C） | 捕手（C） |
| 年 度 | 球 団 | 試 合     | 刺 殺     | 補 殺     | 失 策     | 併 殺     | 守 備 率  | 捕 逸     | 企 図 数  | 許 盗 塁  | 盗 塁 刺  | 阻 止 率  |
| ----- | ----- | --------- | --------- | --------- | --------- | --------- | --------- | --------- | --------- | --------- | --------- | --------- |
| 2017  | NYY   | 8         | 55        | 2         | 0         | 0         | 1.000     | 1         | 2         | 2         | 0         | .000      |
| 2018  | NYY   | 27        | 225       | 14        | 1         | 1         | .996      | 2         | 18        | 15        | 3         | .167      |
| 2019  | NYY   | 18        | 146       | 8         | 0         | 2         | 1.000     | 0         | 15        | 12        | 3         | .200      |
| 2020  | NYY   | 14        | 108       | 7         | 2         | 1         | .983      | 1         | 8         | 5         | 3         | .380      |
| 2021  | NYY   | 66        | 609       | 18        | 3         | 1         | .995      | 6         | 38        | 33        | 5         | .132      |
| 2022  | NYY   | 82        | 669       | 21        | 5         | 2         | .993      | 6         | 32        | 19        | 13        | .406      |
| 2023  | NYY   | 90        | 663       | 14        | 9         | 1         | .987      | 5         | 66        | 55        | 11        | .167      |
| 2024  | SD    | 83        | 669       | 20        | 9         | 1         | .987      | 9         | 65        | 52        | 13        | .200      |
| MLB   | MLB   | 388       | 3144      | 104       | 29        | 9         | .991      | 30        | 244       | 193       | 51        | .209      |

- 2024年度シーズン終了時

### 背番号
- 38（2017年 - 同年5月）
- 30（2017年6月 - 2017年6月17日[注 1]）
- 66（2018年 - 2023年）
- 20（2024年）
- 11（2025年 - ）

### 代表歴
- 2023 ワールド・ベースボール・クラシック・アメリカ合衆国代表